# Fehendhoo
Fehendhoo is een van de bewoonde eilanden van het Baa-atol behorende tot de Maldiven.

## Demografie
Fehendhoo telt (stand maart 2007) 113 vrouwen en 138 mannen.